# Through My Kingdom
Through My Kingdom è stato pubblicato il 14 dicembre 2018, anticipato dai singoli You Bring The Sun Out e Queen Of The Night presentati a novembre 2018. Il terzo singolo del disco è Heartport seguito dal quarto e ultimo singolo Sweet Music.
È disponibile su iTunes, Spotify e Amazon.

## Tracce
1. Come In
2. I Love The Music
3. Queen Of The Night
4. Better Pt.1
5. Where We Gonna Be
6. Heartport
7. Better Pt.2
8. You Bring The Sun Out
9. My Queen
10. Sweet Music